# Lago Gombether
El lago Gombether (en alemán: Gombethersee) es un lago situado al noreste de la ciudad de Fráncfort del Meno, en el distrito rural de Schwalm-Eder, en el estado de Hesse (Alemania), a una altitud de 177 metros; tiene un área de 30 hectáreas y una profundidad máxima de 50 metros.